# مین (فیلم)
مین (انگلیسی: Mine)، یک فیلم سینمایی آمریکایی در ژانر تریلر روان‌شناختی جنگی به نویسندگی و کارگردانی مشترک فابیو گوگلیون و فابیو رسینارو و تهیه‌کنندگی پیتر سفرن و آندره کوشی است که در سال ۲۰۱۶ ساخته شد. در این فیلم بازیگرانی همچون آرمی همر، آنابل والیس، تام کالن، جف بل و جولیت آبری به ایفای نقش پرداخته اند. این فیلم به تاریخ ۷ آوریل ۲۰۱۷ در ایالات متحده آمریکا اکران گردید. فیلم در مورد سربازی آمریکایی است که به همراه دوست خود به دنبال روستایی در آفریقا می‌گردند که ناگهان در میدان مینی قرار میگیرند و...